# Тарнава-Гурна (Малопольське воєводство)
Тарнава-Гурна (пол. Tarnawa Górna) — село в Польщі, у гміні Зембжице Суського повіту Малопольського воєводства.
Населення — 354 особи (2011).
У 1975—1998 роках село належало до Бельського воєводства.

## Географія
Селом протікає річка Тарнавка.

## Демографія
Демографічна структура станом на 31 березня 2011 року:
|          | Загалом | Допрацездатний вік | Працездатний вік | Постпрацездатний вік |
| -------- | ------- | ------------------ | ---------------- | -------------------- |
| Чоловіки | 176     | 38                 | 117              | 21                   |
| Жінки    | 178     | 37                 | 103              | 38                   |
| Разом    | 354     | 75                 | 220              | 59                   |